# Sturač
Sturač (Styrax) je rod zahrnující asi 130 druhů velkých keřů či malých stromů z čeledi sturačovité, většina z nich je původní v subtropických až tropických regionech severní polokoule.

## Výskyt
Velké množství z nich najdeme ve východní a jihovýchodní Asii, ale některé rostou i v rovníkových oblastech Jižní Ameriky
. V ČR se vzácně pěstují dva druhy: sturač japonský (S. japonicus) a sturač okrouhlolistý (S. obassia).
Rod Pamphilia, dříve samostatný, je nyní součástí rodu sturač na základě morfologické analýzy a analýzy dat DNA (Wallnöfer (1997), Fritsch et al.(2001))

## Popis
Sturače rostou jako až 2–14 m vysoké stromy, jsou opadavé nebo stálezelené listy jsou jednoduché, vejčité, 1–18 cm dlouhé a 2–10 cm široké. Spodní strana listu je běloplstnatá. Květy jsou bílé, vonící, převislé, s bílou 5–10 plátky. Květy rostou po 3–30 společně v otevřených nebo hustých latách 5–25 cm dlouhých. Plody jsou podlouhlé suché peckovice, hladké, bez žebrování nebo s úzkými křídly, na rozdíl od plodů příbuzných druhů – halézie (Halesia ) a Pterostyrax.

## Použití

### Pryskyřice
Styraxová pryskyřice je sušená míza z poškozených stromů, zbavených kůry. V současné době se vyrábí z různých druhů sturače v různých lokalitách Sumatra, Jáva a Thajsko. Běžně se obchoduje s pryskyřicí ze S. tonkinensis, S. benzoides a sturače benzoového. Název „benzoin“ je pravděpodobně odvozen od arabského Luban jāwī (لبان جاوي‎, z čehož lze vyvodit, že Arabové byli informováni o původu těchto pryskyřic. V období středověku se s nimi obchodovalo v mezinárodním měřítku a měly pravděpodobně velký význam.
V současnosti se styraxová pryskyřice používá v magiia v oborech jako aromaterapie a lidové léčitelství, dříve se pryskyřice používala v lékařství.
Chemická látka benzoin (1,2-difenyl-2-hydroxyethan-1-on), a to i přes zdánlivou podobnost názvu, není obsažena ve styraxové pryskyřici v měřitelném množství. Nicméně pryskyřice obsahuje malé množství uhlovodíku styrenu, pojmenované však po styrax (Liquidambar orientalis ), z něhož byl poprvé izolován, a ne podle rodu šturač (Styrax) samotném. Styren se používá k výrobě polystyrenů, plastů, včetně polystyrenu  TM .

#### Historie

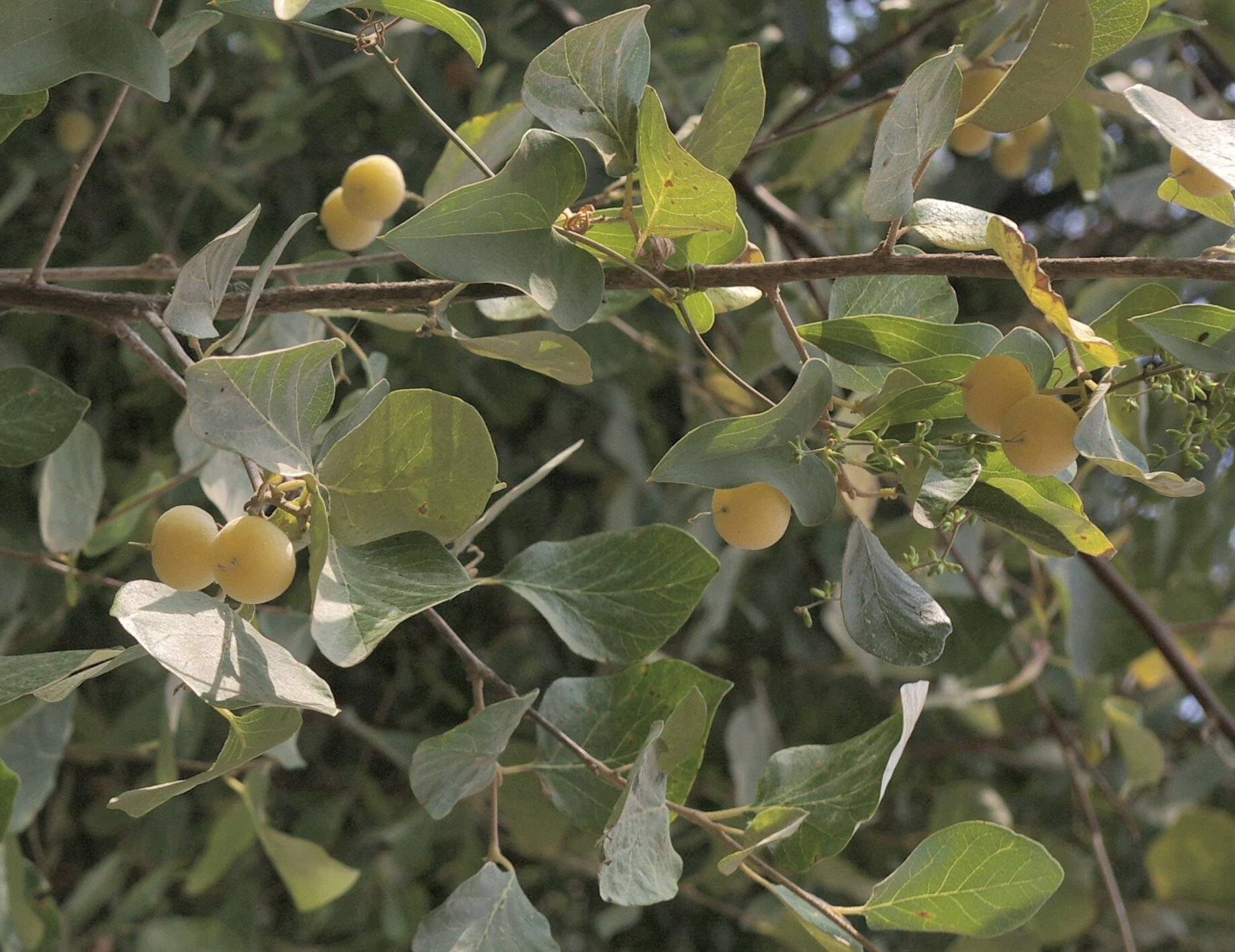
Styrax officinalis pryskyřice z něj byla využívána již v antice

V antice byla styraxová pryskyřice používána v parfumerii, k výrobě některých druhů kadidel a lékařství.
V nataf נטף‎ se název kadidla zasvěceného bohu Jahve, které je uvedeno v knize Exodus, různě překládá do řečtiny jako termín (στακτή (staktḗ), může to tedy znamenat pryskyřice ze Styrax officinalis ale také nějaké jiné rostliny.

#### Užití jako vůně
Styraxové kadidlo se v oblastech Blízkého východu užívalo jako osvěžovač vzduchu. V Evropě se vyráběl Papier d'Arménie. Přestože produkuje vysoce toxické látky benzen a formaldehyd při spalování (stejně jako téměř všechny organické látky), působí lépe než syntetické osvěžovače vzduchu. Pálení pryskyřice může podle historických zdrojů odhánět hady.
Hérodotos viděl kosti mnoha těchto… …hadů s křídly. Informace se ale pravděpodobně vztahuje k nějaké ještěrce např. agamě. Viz Hérodotos z Halicarnasu (c.440 BC) II.75.1-4. (c.440 BC)..

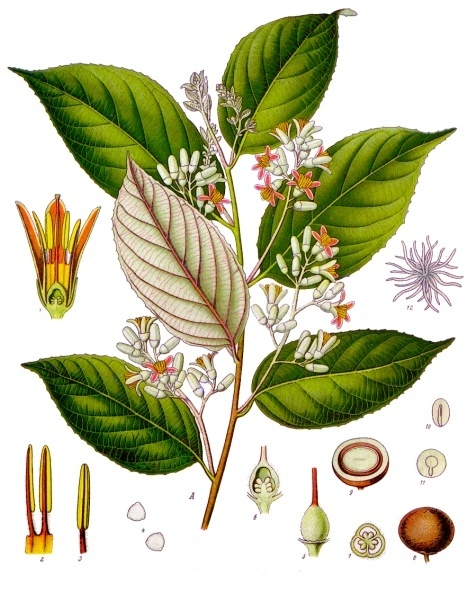
(Styrax benzoin) Franz Eugen Köhler Pflanzen in naturgetreuen Abbildungen (1887)

### Zdravotnictví
Vlastnosti styraxové pryskyřice jsou dnes zkoumány v oblasti lékařského využití, ale je využívána dlouhodobě a zřejmě s příznivými výsledky. Byla důležitou složkou v islámském zdravotnictví starověkým lékařem Avicennou (Ibn Seena, بن سینا‎) zmiňuje  S. officinalis ve své Al-Qanun fi al-Tibb – لقانون في الطب‎ (Zákon lékařský). Ten uvádí, že styraxová pryskyřice smíchaná s jinými antibiotickými látkami a zpevňujícími materiály dává dobrý dentální materiál.

### Zahradnictví

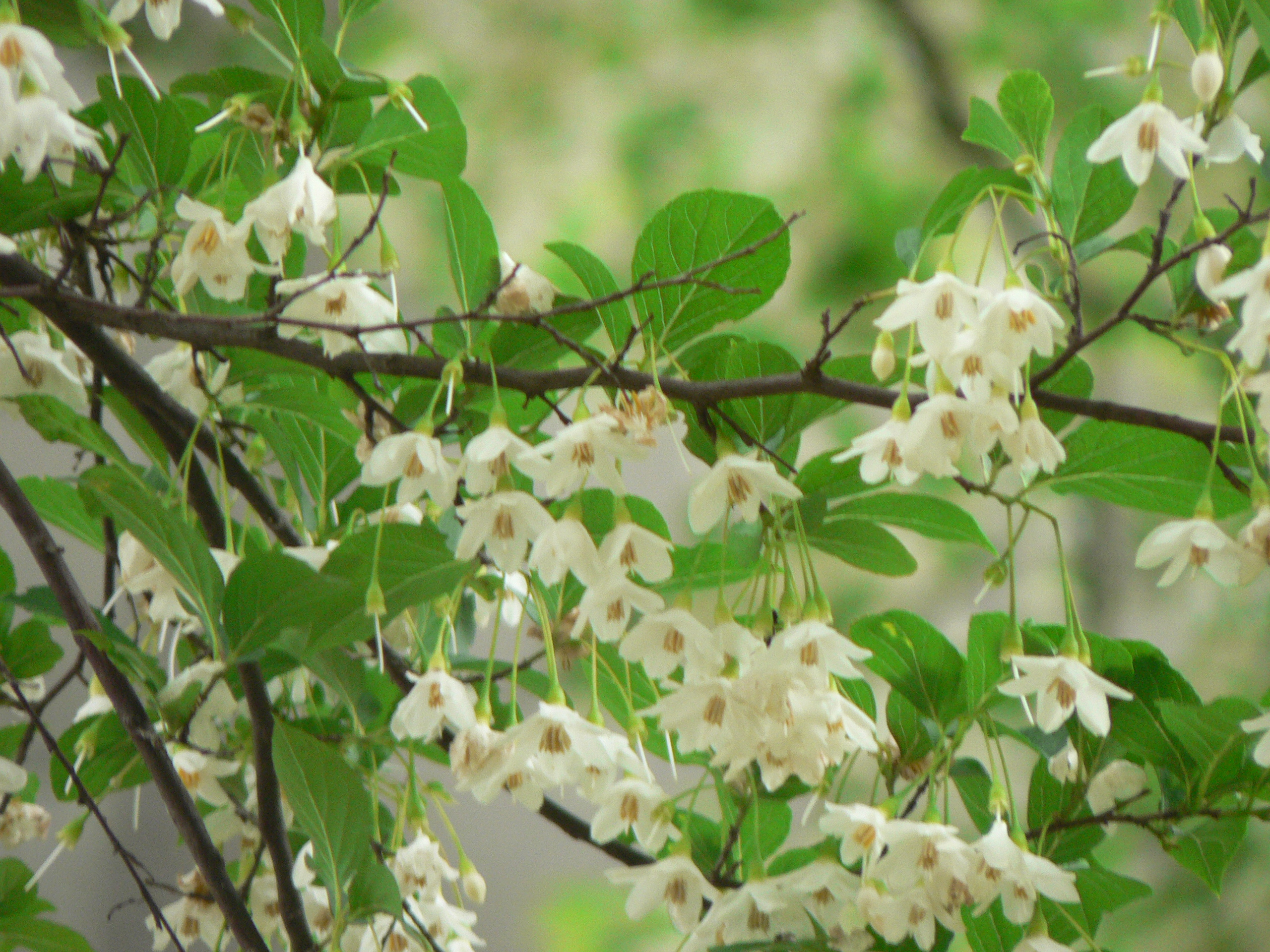
Styrax japonica

Několik druhů sturače se pěstuje jako okrasný strom v parcích a zahradách, zejména Styrax obassia a S. japonicusa jeho kultivary jako 'Emerald Pagoda'

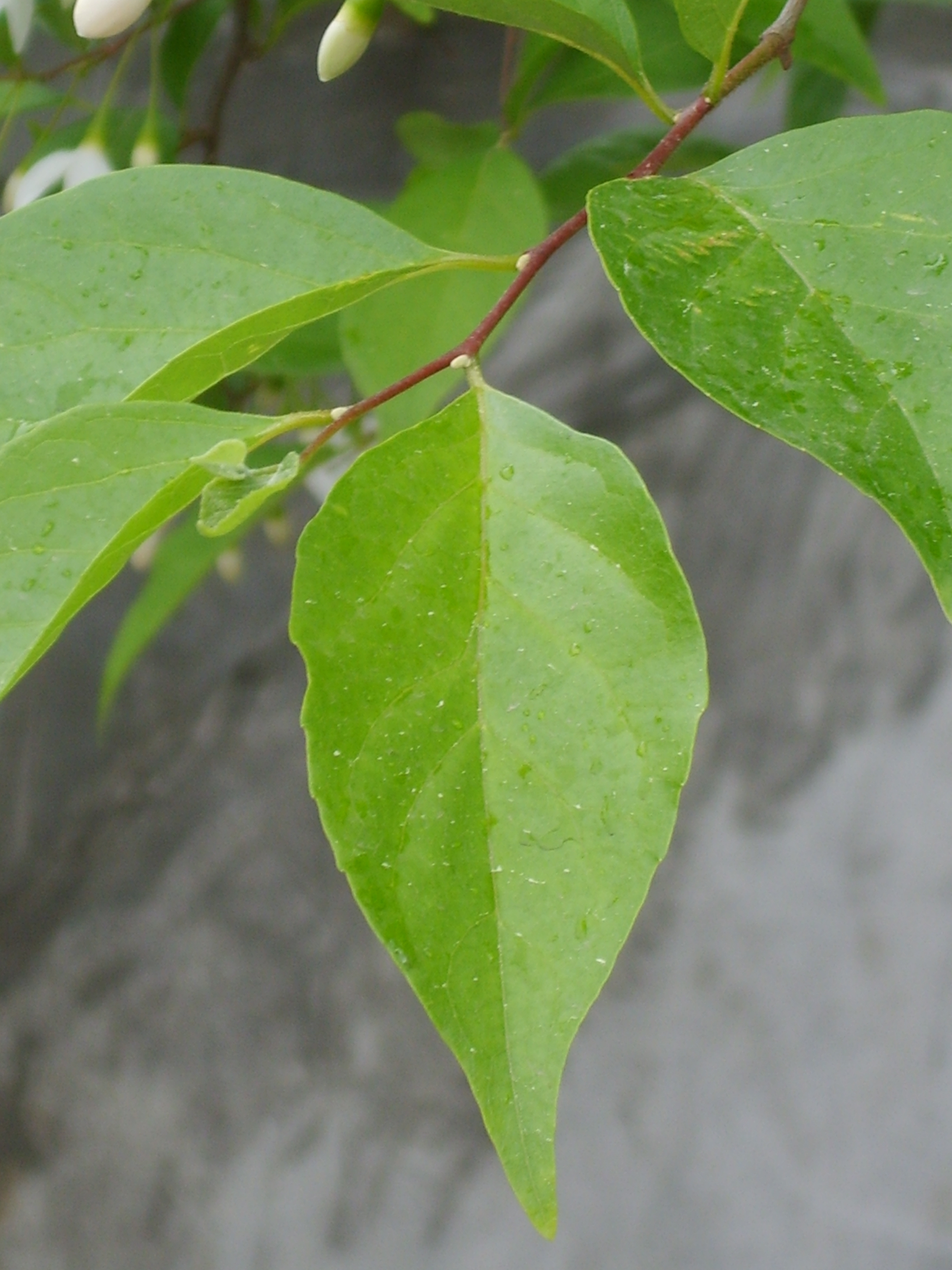
Styrax japonicus list

Dva z druhů sturače se vzácně pěstují jako bíle kvetoucí okrasné dřeviny i v ČR. Oba druhy pocházejí z východní Asie. Vysazujeme je na světlé chráněné stanoviště, snášejí i lehký stín. Vyžadují čerstvé, živinami bohaté, humózní půdy. Při delším suchu vyžadují zálivku. Mladší rostliny přes zimu chráníme proti mrazu chvojím.

### Dřevozpracující průmysl
Dřevo z větších druhů je vhodná pro jemné ruční práce. Egonoki- (Styrax japonicus) je používán na výstavbu 胡弓 – kokyū japonských nástrojů.

## Choroby a škůdci
Pryskyřice ze sturače kryje rány po zranění kůry a odradí býložravce. Proto například několik housenek motýlů zřejmě sturač napadá ve srovnání s ostatními rostlinami méně. Druh Astraptes fulgerator byl zaznamenán na S. argenteus, ale nezdá se, že by dřeviny napadal pravidelně. (Hébert et al.(2004), Brower et al.(2006)) 

## Ochrana a ekologie
Některé druhy sturače jsou ohroženy neregulovanou těžbou dřeva a zničením stanoviště. Většina z nich jsou klasifikovány jako zranitelné v IUCN, pouze čtyři druhy jsou téměř vyhubené (S. portoricensis). Je známo, že se nacházejí na jediné lokalitě.

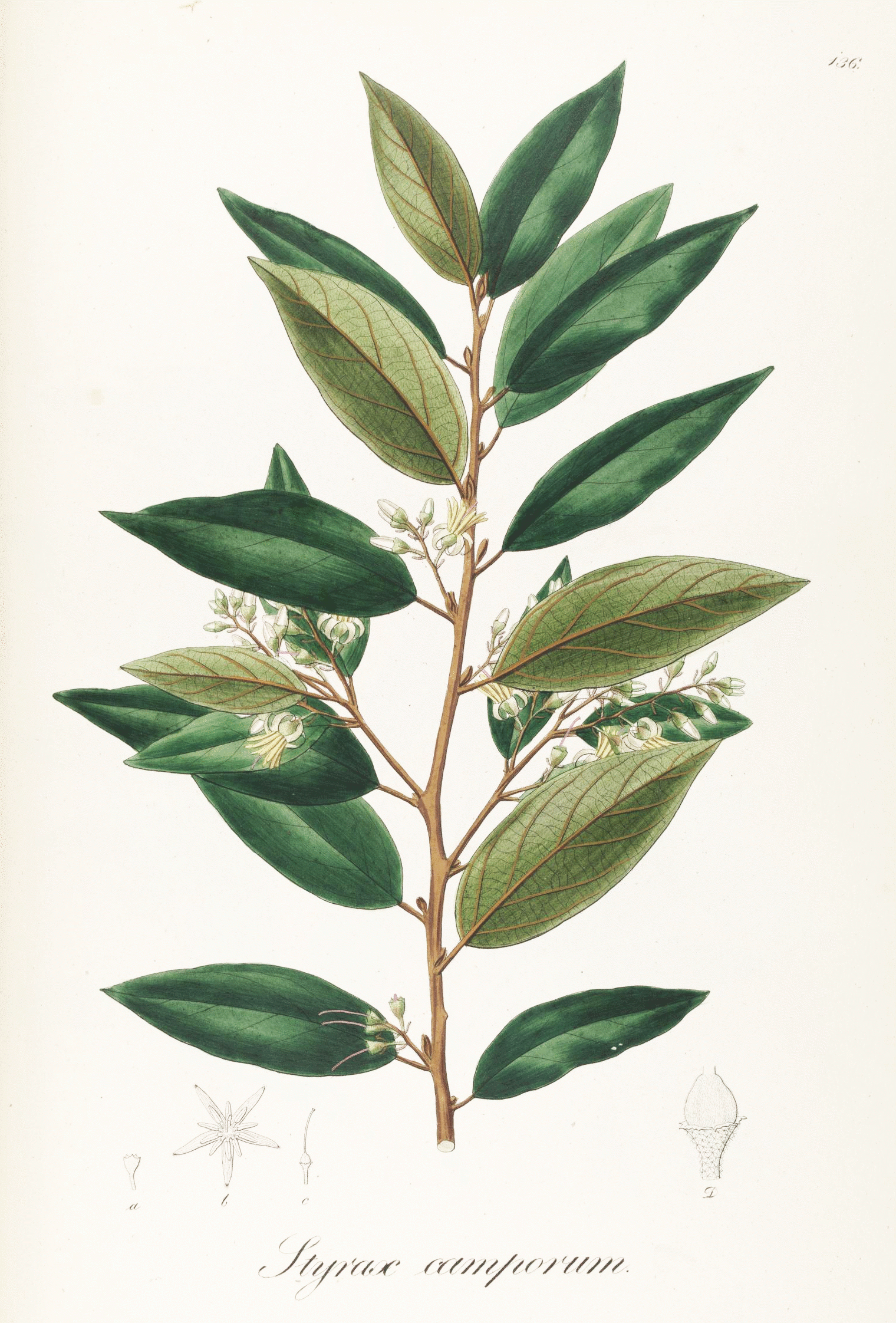
Styrax camporum část kresby
Johann Baptist Emanuel Pohl: Plantarum Brasiliae icones et descriptiones hactenus ineditae Vol. 1. (1827)

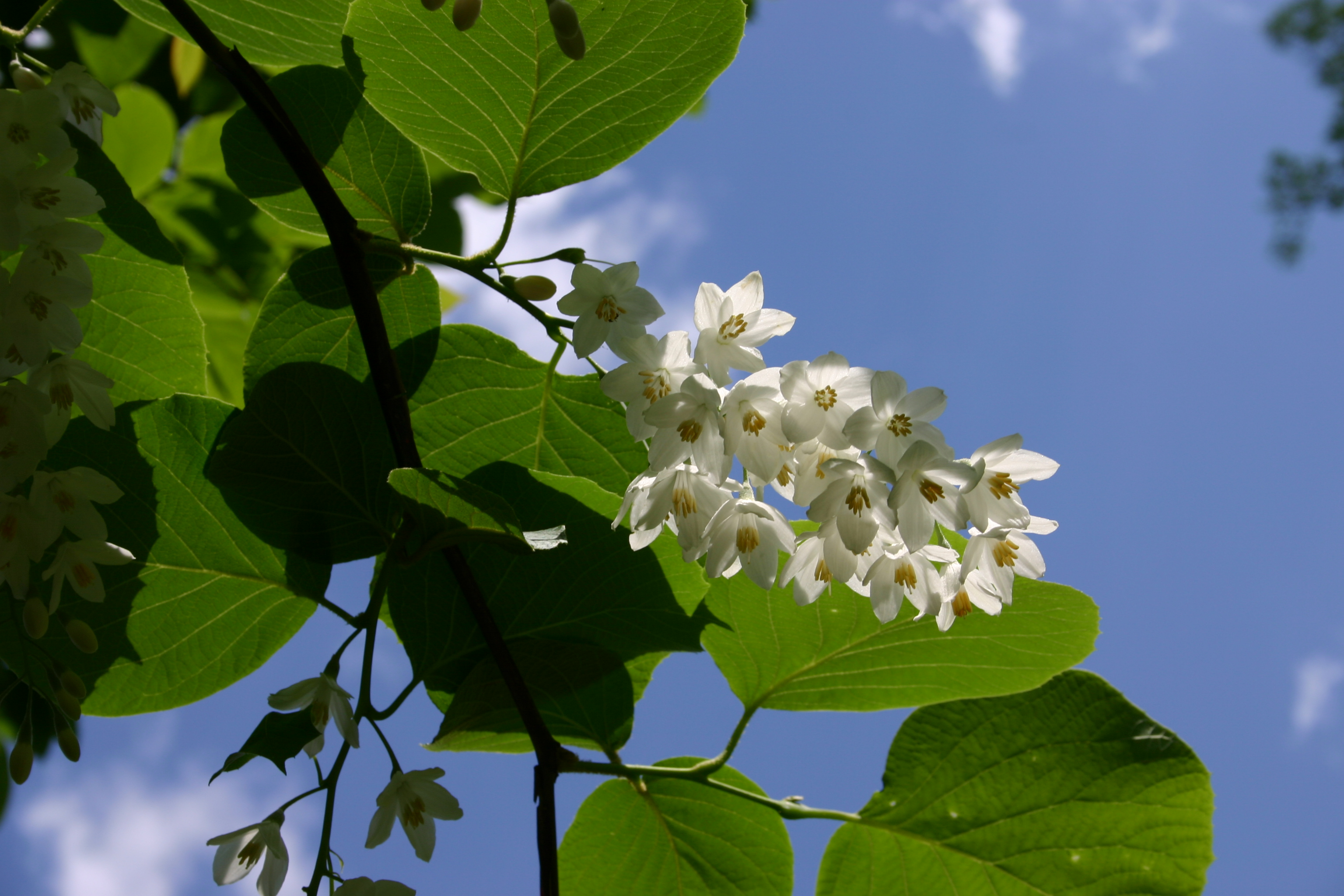
Styrax obassia

## Nároky
Při pěstování v mírném pásmu (ČR) roste na slunci i v polostínu. Vhodná je propustná, humózní půda dobře zásobená vodou a živinami, pH neutrální až kyselé. Styrax japonicus a Styrax hemsleyana jsou vápnostřežné rostliny.

## Množení
Množí se výsevem stratifikovaného semena, hřížením. Sturač japonský lze rozmnožovat také řízkováním.